# 牡鹿半島

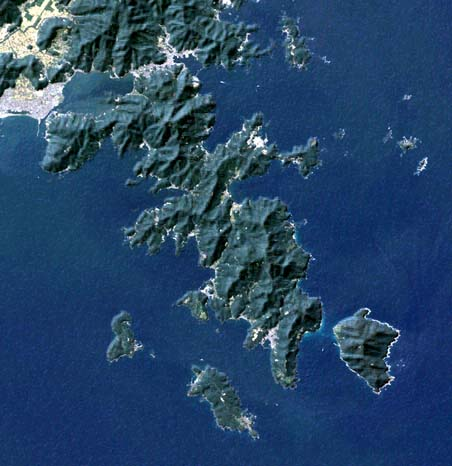
牡鹿半島のランドサット衛星写真。スペースシャトル標高データ使用。

牡鹿半島（おしかはんとう）は、宮城県北東部にあって、太平洋に向かって南東に突きだした半島である。行政区域としては大部分が石巻市（旧牡鹿町町域）で、一部が牡鹿郡女川町に当たる。

## 地理

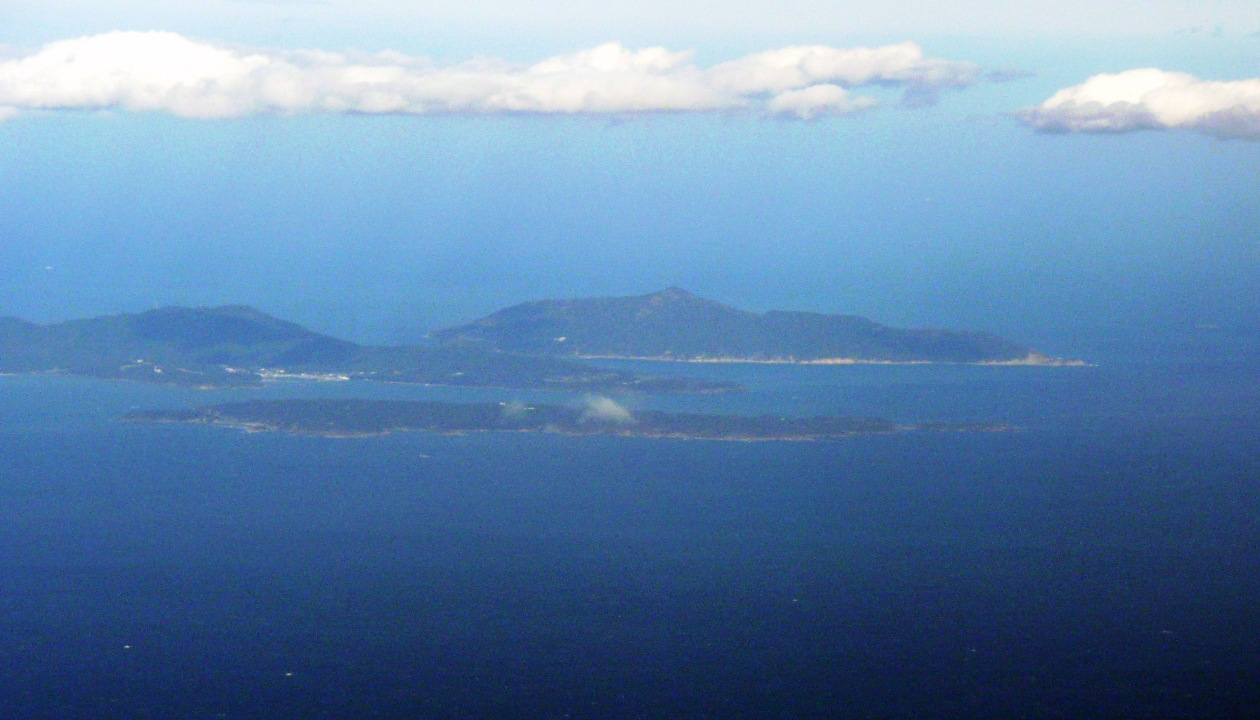
手前から網地島、牡鹿半島、金華山。

牡鹿半島は北上山地および三陸海岸の最南端に当たる。古くは遠島とも呼ばれた。西に石巻湾を抱き、東は太平洋に面する。半島の付け根に当たる部分には万石浦や女川湾がある。半島の先端は黒崎である。半島全域に渡って丘陵性があり、最高点は光山（445メートル）である。海岸は典型的なリアス式海岸となっており、南から黒潮が上がってくるために、冬でも比較的温暖で、雪もあまり積もらない。半島の周辺には島嶼群がある。半島の東には、出島、江島、金華山がある。金華山は黄金山神社が鎮座する霊場である。一方の西側には網地島や田代島が浮かんでいる。田代島は猫が多く生息する島として著名である。海岸部の多くが三陸復興国立公園に指定されている。
2011年（平成23年）に起きた東北地方太平洋沖地震（東日本大震災）で、地震前に比べて半島が東南東に約5.3メートル移動し、約1.2メートル沈下した（国土地理院調べ）。

## 産業

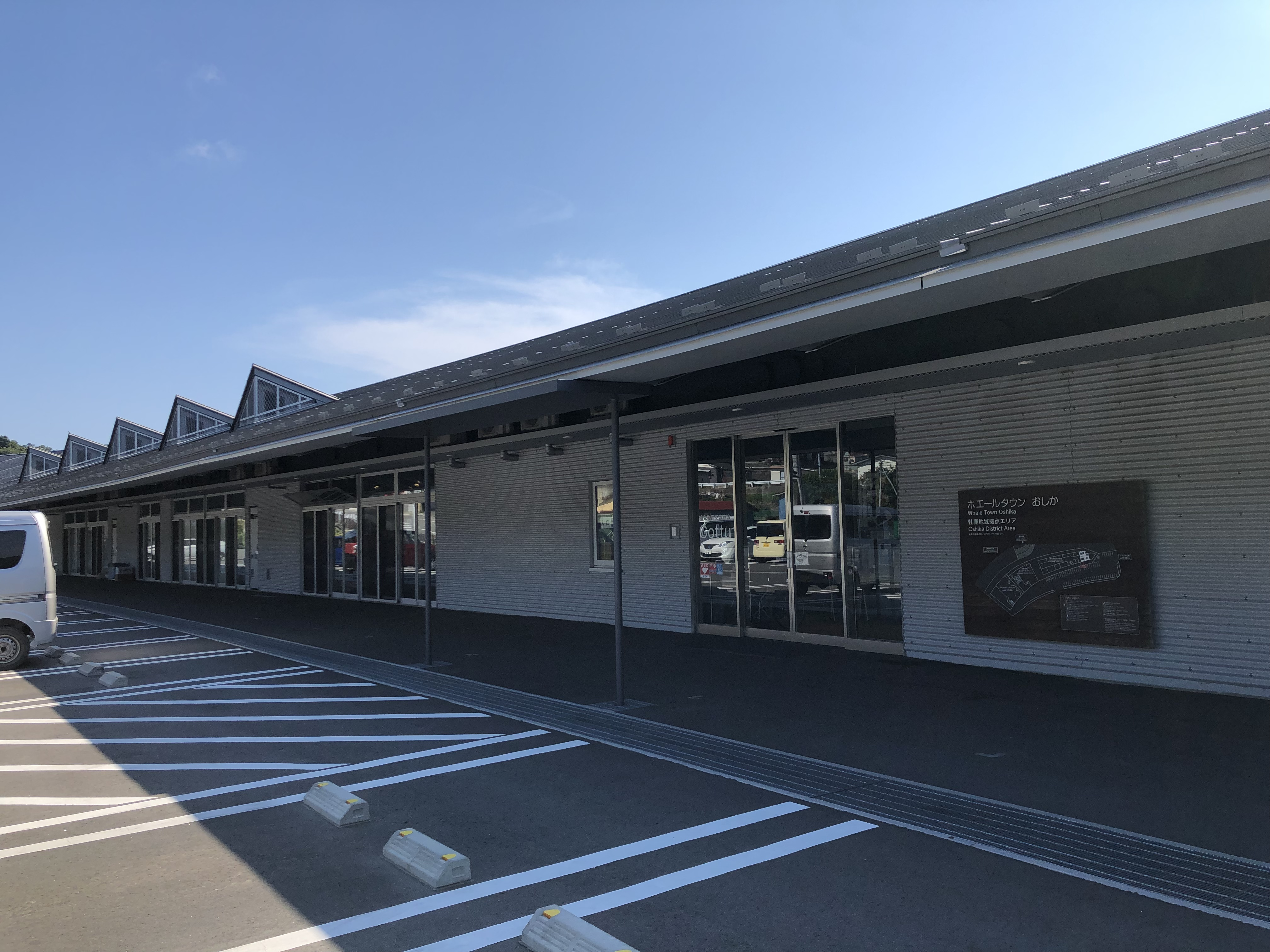
ホエールタウンおしかの建物。

牡鹿半島の沿岸部では、牡蠣やわかめ、ホタテ、ホヤの養殖が盛んである。半島の南部にある鮎川は近海捕鯨の基地だったが、1986年（昭和61年）の商業捕鯨停止以降は沿岸小型捕鯨がわずかに続けられた。2019年（令和元年）に商業捕鯨は再開され、何度か鮎川への鯨の水揚げがあった。この捕鯨業に関連して、鮎川には鯨文化やクジラの生態を紹介する施設「おしかホエールランド」（ホエールタウンおしか内）がある。

## 交通

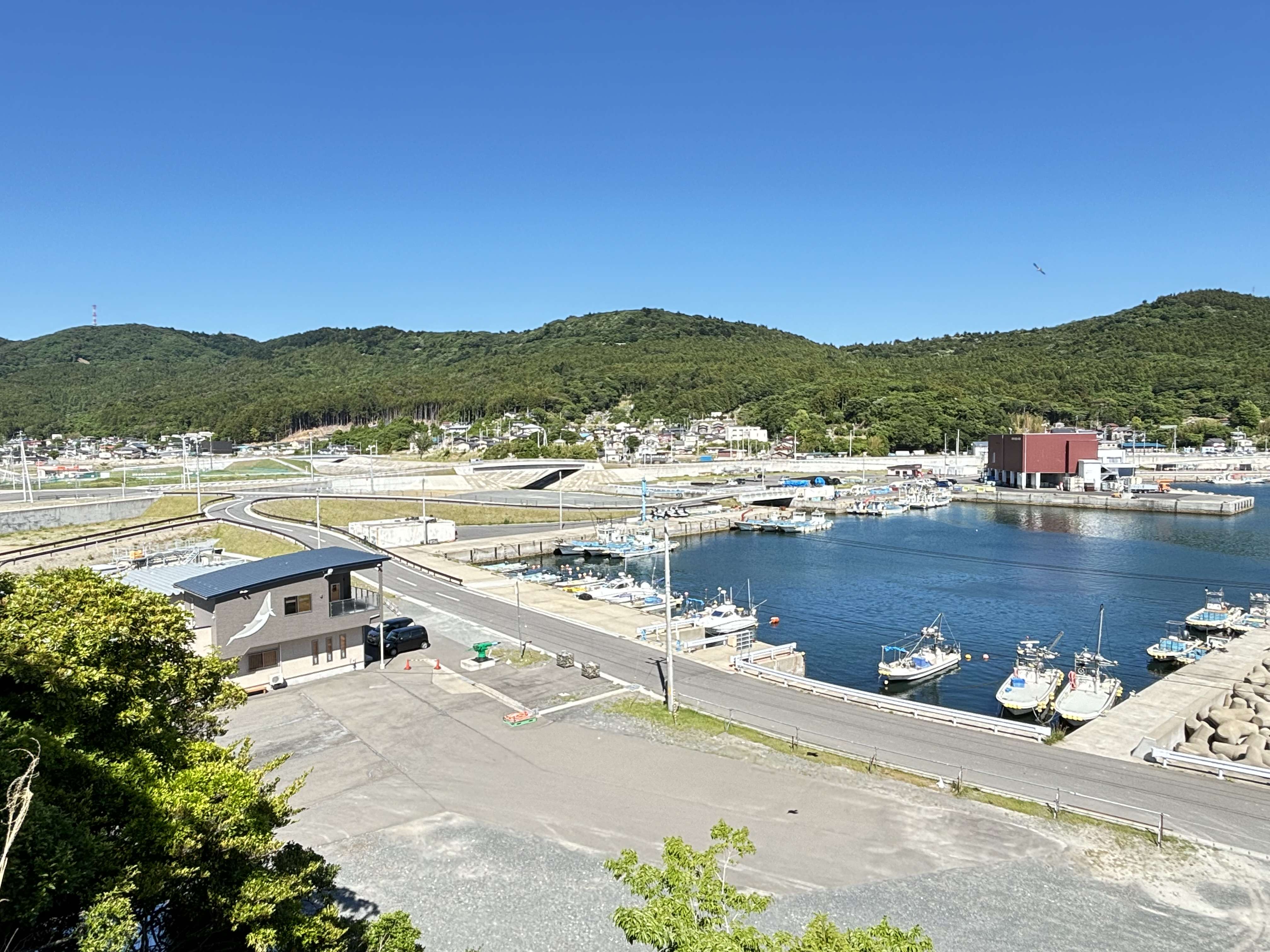
鮎川港周辺の様子。

牡鹿半島には宮城県道2号石巻鮎川線、宮城県道41号女川牡鹿線、宮城県道220号牡鹿半島公園線が通っている。このうち宮城県道220号牡鹿半島公園線は半島の尾根を縦走する道路で「牡鹿コバルトライン」の愛称を持つ。また、鮎川から網地島、田代島を経由して石巻市の旧北上川河口を結ぶ網地島ラインの航路がある。